# F1 Challenge ’99-’02
F1 Challenge ’99–’02 é um jogo eletrônico de corrida baseado nas Temporadas de Fórmula 1 de 1999, 2000, 2001 e 2002, foi desenvolvido pela Image Space Incorporated e publicado pela EA Sports. Foi lançado para Windows. Para os consoles (PlayStation 2, Xbox, GameCube) foi lançado como F1 Career Challenge. Embora seja um jogo já antigo, há criadores de modificações que estão sempre inovando graficamente e fisicamente o game. Apesar de existir outros simuladores no mercado de games, o F1 Challenge é um jogo que se mantém ativo há mais de 20 anos.

## Modos de Jogo
O F1 Challenge tem uma interface gráfica detalhada durante as partidas offline ou online, essa interface permite aos jogadores controlar a configuração mecânica dos carros, conversar com outros jogadores e entrar em corridas com o seu carro. O carro do jogador pode ser conduzido a partir de várias câmeras, mas as duas mais populares são chamadas de visão do cockpit (equivalente aos olhos do piloto) e swingman (acima e atrás do veículo, ou o que seria a câmera de TV) e que só pode ser utilizada através de uma alteração feita em uma das pastas do jogo. O veículo é melhor controlado utilizando um volante de computador, apesar de joysticks e teclados poderem ser utilizados. Esse último, durante as corridas, também é usado para algumas ações, como solicitar o serviço pit e ajustar  os níveis de freio.
O jogo é dividido em quatro modos, sendo eles corrida, campeonato, multiplayer e dia de testes.

### Corrida
No modo corrida é possível simular todo um fim de semana que ocorre na Fórmula 1, isso inclui: treinos de quinta-feira e sexta-feira, a classificação de sábado, a seção de warm-up, e a corrida de domingo.
Assim como nos modos campeonato e multiplayer, é possível simular e ajustar várias condições de uma corrida, tais como duração de voltas, condições climáticas, o uso de regra de bandeiras, desgaste dos pneus, o consumo de combustível, e falhas mecânicas.

### Campeonato
No modo campeonato, o jogo permite todas as configurações do modo corrida, porém seguindo todo o calendário da Fórmula 1 do ano escolhido. Ao final de cada fim de semana, o jogador pode acompanhar em uma tabela, o sistema de pontuação do campeonato, que define ao final da temporada o campeão dos pilotos e o campeão de construtores.

### Multiplayer
O modo multiplayer permite ao jogador disputar corridas online contra outros jogadores de F1 Challenge, este modo é utilizado por ligas de automobilismo virtual, que simulam com regras e condições, um campeonato de Fórmula 1.
Atualmente, devido a desativação dos servidores oficiais, é apenas possível jogar o modo Multiplayer através de programas de terceiros.

### Dia de Testes
O modo simula um treino livre, sendo possível ajustar seu carro e melhorar seu tempo de volta sem nenhum outro adversário na pista, ou até para conhecer o circuito.

## Modificações
Em adição aos veículos e circuitos originais das temporadas de 1999, 2000, 2001 e 2002 da Fórmula 1, um fluxo constante de modificações não oficiais tornaram se disponíveis, tais quais procuram recriar uma novas temporada do automobilismo, incluindo novos carros e pistas, seja ela mais antiga ou mais nova em relação as temporadas oficiais do jogo.

## Equipes e pilotos
Temporada de 1999
- West McLaren Mercedes: Mika Häkkinen e David Coulthard;
- Scuderia Ferrari Marlboro: Michael Schumacher e Eddie Irvine;
- Winfield Williams: Alessandro Zanardi e Ralf Schumacher;
- Benson and Hedges Jordan: Damon Hill e Heinz-Harald Frentzen;
- Mild Seven Benetton Playlife: Giancarlo Fisichella e Alexander Wurz;
- Red Bull Sauber Petronas: Jean Alesi e Pedro Paulo Diniz;
- Repsol Arrows: Pedro de la Rosa e Toranosuke Takagi;
- HSBC Stewart Ford: Rubens Barrichello e Johnny Herbert;
- Gauloises Prost Peugeot: Olivier Panis e Jarno Trulli;
- Fondmetal Minardi Ford: Luca Badoer e Marc Gené.
- British American Racing: Jacques Villeneuve e Ricardo Zonta;

Temporada de 2000
- West McLaren Mercedes: Mika Häkkinen e David Coulthard;
- Scuderia Ferrari Marlboro: Michael Schumacher e Rubens Barrichello;
- Benson & Hedges Jordan: Heinz-Harald Frentzen e Jarno Trulli;
- Jaguar Racing: Eddie Irvine e Johnny Herbert;
- BMW Williams F1 Team: Ralf Schumacher e Jenson Button;
- Mild Seven Benetton Playlife: Giancarlo Fisichella e Alexander Wurz;
- Gauloises Prost Peugeot: Jean Alesi e Nick Heidfeld;
- Red Bull Sauber Petronas: Pedro Paulo Diniz e Mika Salo;
- Arrows F1 Team: Pedro de la Rosa e Jos Verstappen;
- Telefónica Minardi Fondmetal: Marc Gené e Gaston Mazzacane.
- Lucky Strike Reynard BAR Honda: Jacques Villeneuve e Ricardo Zonta;

Temporada de 2001
- Scuderia Ferrari Marlboro: Michael Schumacher e Rubens Barrichello;
- West McLaren Mercedes: Mika Häkkinen e David Coulthard;
- BMW Williams F1 Team: Ralf Schumacher e Juan Pablo Montoya;
- Mild Seven Benetton Playlife: Giancarlo Fisichella e Jenson Button;
- Lucky Strike BAR Honda: Olivier Panis e Jacques Villeneuve;
- B&H Jordan Honda: Heinz-Harald Frentzen e Jarno Trulli;
- Orange Arrows Asiatech: Jos Verstappen e Enrique Bernoldi;
- Red Bull Sauber Petronas: Nick Heidfeld e Kimi Räikkönen;
- Jaguar Racing: Eddie Irvine e Pedro de la Rosa;
- European Minardi F1: Tarso Marques e Fernando Alonso.
- Gauloises Prost Peugeot: Jean Alesi e Luciano Burti;

Temporada de 2002
- Scuderia Ferrari Marlboro: Michael Schumacher e Rubens Barrichello;
- West McLaren Mercedes: David Coulthard e Kimi Räikkönen;
- BMW Williams F1 Team: Ralf Schumacher e Juan Pablo Montoya;
- Sauber Petronas: Nick Heidfeld e Felipe Massa;
- DHL Jordan Honda: Giancarlo Fisichella e Takuma Sato;
- Lucky Strike BAR Honda: Jacques Villeneuve e Olivier Panis;
- Mild Seven Renault F1 Team: Jarno Trulli e Jenson Button;
- Jaguar Racing: Eddie Irvine e Pedro de la Rosa;
- Orange Arrows Cosworth: Heinz-Harald Frentzen e Enrique Bernoldi;
- KL Minardi Asiatech: Alex Yoong e Mark Webber.
- Panasonic Toyota Racing: Mika Salo e Allan McNish;